# Campo Tenente Onorato
Il cento sportivo Città Esercito - Tenente Carmelo Onorato, noto anche come Boccadifalco, è un campo di calcio che appartiene all'Esercito Italiano e che si trova a Palermo, nel quartiere Boccadifalco, a poca distanza dall'ex aeroporto militare. È dedicato alla memoria di Carmelo Onorato, medaglia d'oro al valor militare.
Dal 2003 al 2023 il centro sportivo è stato in gestione al Palermo Football Club, la maggiore società calcistica italiana della città di Palermo.

## Storia
Il nome completo della struttura militare è Tenente Carmelo Onorato, così rinominato nel 2000 (in precedenza noto semplicemente come "campo di Boccadifalco") in onore dell'omonimo tenente di Palermo fucilato nel 1943, durante la Seconda guerra mondiale, nell'isola di Cefalonia (attuale Grecia) all'età di 27 anni.

## Struttura

### Area sportiva

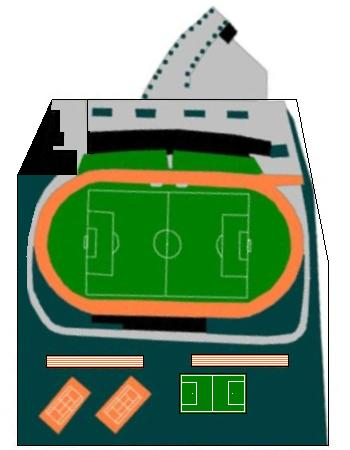
Il centro sportivo "Boccadifalco"

L'impianto sportivo del centro dispone di:
- Campo di calcio
- Pista d'atletica
- Campo di calcio a 5 in erba sintetica[5]
- 2 campi da tennis
- Palestra attrezzata
- Sala stampa